# Château de Rochefort (Saint-Bonnet-de-Rochefort)
Pour les articles homonymes, voir Château de Rochefort.
Le château de Rochefort est un château fort situé à Saint-Bonnet-de-Rochefort (France).

## Localisation
Le château de Rochefort est situé au village de Rochefort, à l'est de la route de Saint-Bonnet-de-Rochefort à Ébreuil, dans le département de l'Allier, en région Auvergne-Rhône-Alpes. Le château se trouve légèrement en contrebas du village sur une terrasse dominant la rive gauche de la Sioule. Il est bordé au sud-ouest par un vallon profond descendant vers la Sioule, par lequel passe le sentier de grande randonnée GR 300, qui descend de Rochefort et remonte ensuite vers le village des Radurons.

## Description
Parmi les œuvres conservées à l'intérieur, on note un dessus de cheminée représentant la Continence de Scipion dû à Isaac Moillon, qui a travaillé dans la région, notamment au château de Saint-Quintin-sur-Sioule, vers 1653.

## Historique
La première trace d'un fief à cet endroit remonte à la fin du XIe siècle. Mais le développement du château fort date du XIIe et surtout du XIIIe siècle, quand les sires de Bourbon comprirent l'intérêt du site pour la défense de la frontière sud de leur domaine vers l'Auvergne. Au XIVe siècle, Rochefort appartient à Jean, bâtard de Bourbon, fils du duc Louis Ier.
La seigneurie et le château furent achetés en 1623 par Pierre Chartier de Rouvignac, capitaine de chevau-légers. Il les donna en dot à sa fille Jeanne lorsqu'elle épousa en 1632 Jean du Ligondès, seigneur de La Chapelaude, d'une famille originaire des confins de la Marche, du Bourbonnais et du Berry. Depuis cette date, le château est toujours resté dans la famille du Ligondès .
Inscrit partiellement une première fois au titre des monuments historiques en 1961, le château est inscrit en totalité en 2015,.
Quelques séquences du film Fortunat, avec Bourvil et Michèle Morgan (1960), montrent ce château.